# Sympistis shait
Sympistis shait là một loài bướm đêm thuộc họ Noctuidae. Nó được tìm thấy ở New Mexico.
Sải cánh dài khoảng 30 mm.